# The Square Root
The Square Root (conocida provisoriamente en estados unidos como That Nice Boy) es una película de drama de 1969, dirigida y escrita por Edmond Chevie, protagonizada por Tina Robertson y Sylvester Stallone, como jefe de producción estuvo Frank Robinson, el filme fue realizado por International Producers Enterprises y filmado en Miami, Florida, Estados Unidos. La película se estrenó el 1 de enero de 1969.

## Sinopsis
Peter Christiansen, es un fotógrafo que estudia en la Universidad de Miami, con su cámara realiza una crónica de imágenes en la playa, en una fiesta de ácido.